# Bataille de la Wilderness
 (janvier 2023).
Si vous disposez d'ouvrages ou d'articles de référence ou si vous connaissez des sites web de qualité traitant du thème abordé ici, merci de compléter l'article en donnant les références utiles à sa vérifiabilité et en les liant à la section « Notes et références ».
Guerre de Sécession
Batailles
Campagne terrestre
- Wilderness
- Spotsylavnia C.H.
- Yellow Tavern
- Meadow Bridge
- North Anna
- Wilson's Wharf
- Pamunkey
- Haw's Shop
- Totopotomoy Creek
- Old Church
- Cold Harbor
- James River
- Trevilian Station
- Saint Mary's Church

La bataille de la Wilderness est une bataille de la guerre de Sécession qui se déroula du 5 au 6 mai 1864 entre les armées du général nordiste Ulysses S. Grant et celle du général sudiste Robert Lee.

## Contexte
Lors de l'hiver 1863-1864 les armées nordiste et sudiste avaient hiverné à quelques kilomètres de distance, séparées seulement par la Rapidan River. Dès le retour du printemps, le général Grant avait tenté sans succès de déloger Lee de ses positions, mais ce dernier savait que le but du général nordiste était de l'entraîner dans la Wilderness, zone forestière sombre et dense de 180 km2, déjà théâtre de furieux combats lors de la bataille de Chancellorsville un an plus tôt. Lee laissa les fédéraux traverser la Rapidan River pour pouvoir les attaquer de flanc alors que les nordistes passeraient dans la Wilderness. C'est ainsi que le 5 mai les avant-gardes des deux armées se rencontrèrent.

## Déroulement de la bataille
Le 5 mai 1864 deux corps sudistes allant vers l'ouest croisèrent la route de trois corps nordistes se dirigeant vers le sud. Pour Lee, la confrontation semblait prématurée, l'armée de renfort du général James Longstreet (premier corps, 20 000 hommes) n'étant pas encore arrivée. Mais malgré leur supériorité numérique (102 000 nordistes contre 61 000 sudistes), les unionistes ne purent en profiter. Devant la connaissance du terrain qu'avaient les sudistes, ils furent acculés à la défense de l'intersection des deux routes qu'ils devaient absolument tenir s'ils voulaient continuer vers le Sud. Finalement, les fédéraux réussirent à tenir la position.
Le lendemain une contre-attaque sur l'aile droite de Lee fut lancée à travers la forêt qui repoussa les sudistes sur un kilomètre et demi. Le QG de Lee se retrouva aux abords de la ligne de front. Le général sudiste, pour montrer l'exemple, voulut lancer en tête une contre-attaque avec des Texans. Mais ces derniers demandèrent avec véhémence au général de rester en arrière, ce qu'il fit. Ils partirent au combat et stoppèrent les nordistes, qui furent repoussés sur leur ligne de départ sous la pression des hommes de Longstreet qui venaient d'arriver au meilleur moment.
À partir de ce moment, les confédérés refirent jouer l'avantage de leur connaissance du terrain : un terre-plein longeant l'aile gauche des nordistes, érigé pour la construction d'une voie ferrée, ne figurait pas sur les cartes. Un des généraux de Longstreet connaissait la présence de cette butte couverte de fourrés qui la rendait difficilement visible. L'après-midi du 6 mai, quatre brigades confédérées attaquèrent l'aile gauche des unionistes, surpris, qui se trouvèrent rapidement dans une situation difficile. C'est à ce moment que Longstreet fut touché à l'épaule par une balle sudiste. En effet, alors que ses brigades repoussaient les nordistes, elles croisèrent les autres troupes confédérées qui attaquaient de front. Longstreet survécut à sa blessure qui le priva de commandement pour cinq mois.

Malgré les assauts répétés des sudistes, les Yankees tinrent leurs positions. Le moral des sudistes s'amenuisait. Lee en fin d'après-midi tenta de remobiliser ses troupes pour qu'elles continuent leur progression. Un terrible combat eut lieu à un carrefour au milieu d'un feu de forêt. De l'autre côté du front, sur l'aile droite donc le général sudiste John B. Gordon aperçut une brèche dans les lignes nordistes. Mais son supérieur, le général Richard Ewell, refusa de le laisser attaquer et il dut attendre la permission de Lee qui arriva en fin de journée. L'assaut des sudistes repoussa les unionistes d'un kilomètre et demi et deux généraux nordistes furent capturés. Peu à peu, les fédéraux commençaient à abandonner le terrain pensant la bataille perdue. Certains officiers nordistes craignaient que Lee ne recommence la même tactique. Grant sut remotiver ses hommes et il tint ces propos à un officier désespéré : 

« J'en ai par-dessus la tête d'entendre ce que Lee va faire ; vous avez toujours l'air de croire qu'il va nous faire un double saut périlleux et atterrir sur nos arrières et nos deux flancs à la fois. Regagnez donc votre commandement et essayez un peu de penser à ce que nous allons faire nous-mêmes plutôt qu'à ce que Lee est en train de penser. »

Les pertes nordistes s'élevaient à 17 000 hommes (morts et blessés) en deux jours, contre 10 000 du côté sudiste. Comme ses prédécesseurs dans la même situation, Grant aurait dû battre en retraite. Mais le général nordiste avait assuré au président Lincoln qu'il n'y aurait pas de reculade. Le 7 mai, la situation étant bloquée pour les deux armées, il choisit le désengagement et décida le contournement de l'aile droite de Lee avec pour but la prise de Spotsylvania. À la nuit tombée, alors que les soldats s'attendaient à un départ vers le nord, les divisions nordistes marchèrent au sud. Les unionistes furent ainsi revigorés en voyant leur chef refuser toute idée de retraite car pour la première fois dans une campagne de Virginie, l'armée du Potomac restait sur l'offensive après la première bataille.

### Bilan
À la fin de la bataille, les deux armées n'ont ni progressé ni reculé. Mais pour la première fois depuis le début de la guerre, un général nordiste, malgré de lourdes pertes (17 000 nordistes et 10 000 sudistes), ne bat pas en retraite et se prépare à mener une autre bataille.
La nature du champ de bataille — une forêt — fut la cause de tirs fratricides fréquents. De nombreux incendies furent fatals aux blessés qui n'étaient plus en état de se déplacer.